# Lista do Patrimônio Mundial na Venezuela
A Organização das Nações Unidas para a Educação, a Ciência e a Cultura (UNESCO) propôs um plano de proteção aos bens culturais do mundo, através do Comité sobre a Proteção do Património Mundial Cultural e Natural, aprovado em 1972. Esta é uma lista do Patrimônio Mundial existente na Venezuela, especificamente classificada pela UNESCO e elaborada de acordo com dez principais critérios cujos pontos são julgados por especialistas na área. A Venezuela, país que reúne uma diversa cultura hispano-americana e diversidade ecológica inigualável, ratificou a convenção em 30 de outubro de 1990, tornando seus locais históricos elegíveis para inclusão na lista.
O sítio Coro e Seu Porto foi o primeiro local da Venezuela incluído na lista do Patrimônio Mundial da UNESCO por ocasião da 17ª Sessão do Comitè do Património Mundial, realizada em Cartagena das Índias (Colômbia) em 1993. Desde a mais recente adesão à lista, a Venezuela totaliza 3 sítios classificados como Patrimônio da Humanidade, sendo 2 eles de classificação cultural e 1 de classificação natural. 

## Bens culturais e naturais
A Venezuela conta atualmente com os seguintes sítios declarados como Patrimônio Mundial pela UNESCO:
| | Coro e Seu Porto |
| Bem cultural inscrito em 1993. |                  |
| Localização: Falcón |                  |
| Com suas construções litorâneas únicas em toda a região do Caribe, a cidade de Coro é o único exemplo remanescente de uma fusão bem sucedida de técnicas e estilos arquitetônicos indígenas, espanhóis e holandeses. Fundada em 1527 como Santa Ana de Coro, foi uma das primeiras cidades coloniais da América e tem cerca de 600 edifícios históricos. (UNESCO/BPI) |                  |

| | Parque Nacional Canaima |
| Bem natural inscrito em 1994. |                         |
| Localização: Bolívar |                         |
| Localizado no sudeste da Venezuela, o território deste parque, que faz fronteira com a Guiana e o Brasil, abrange três milhões de hectares cobertos por 65% de tepuyes, montanhas tabulares com características biogeológicas únicas que apresentam grande interesse pela geologia. Seus faraós e cachoeiras íngremes – incluindo as mais altas do mundo, com 979 metros de queda – formam paisagens espetaculares. (UNESCO/BPI) |                         |

| | Cidade Universitária de Caracas |
| Bem cultural inscrito em 2000. |                                 |
| Localização: Distrito Capital |                                 |
| Construída entre 1940 e 1960 sob um projeto do arquiteto Carlos Raúl Villanueva, a Cidade Universitária de Caracas é um exemplo excepcional da arquitetura moderna. O campus compreende um grande número de edifícios e prédios agrupados em um conjunto funcional e bem estruturado, cujo valor é potencializado por obras-primas da arquitetura moderna e das artes plásticas, como a praça coberta, o Estádio Olímpico e a Aula Magna, adornada com a escultura "Las Nubes" de Alexander Calder. (UNESCO/BPI) |                                 |

## Lista Indicativa
Em adição aos sítios já inscritos, os Estados-membros podem manter uma lista de sítios que pretendam nomear para a Lista de Patrimônio Mundial, sendo somente aceitas candidaturas de locais que já constarem desta lista. Em 2020, a Venezuela possui 3 locais na sua Lista Indicativa.
| “ | La Guaira foi estabelecida como o principal porto da Venezuela em 1589. Foi originalmente criado como uma proteção para a capital e um importante porto. Por causa dessas atividades, uma estrada foi construída entre Caracas e seu porto conhecido como "El Camino de los Espanoles". Esse caminho se tornaria de valor estratégico e econômico ao longo dos anos. Não há uma verdadeira fundação da cidade, mas os cenários de armazéns e porões à margem do rio finalmente levariam à construção de áreas residenciais. La Guaira é o principal porto da capital desde antes de 1580. Foi onde os navios mercantes chegaram trazendo mercadorias para Caracas. (UNESCO/BPI) | ” |

| “ | A Fazenda Chuao produz uma variedade de cacau que é famosa em todo o mundo, e é incomum porque tem uma história bem documentada que remonta ao século XVI e um pouco de evidências arqueológicas e monumentos da era colonial. Outra característica incomum é que ela é povoada pelos descendentes de escravos trazidos da África Logo após a chegada dos europeus à América do Sul, que preservam um modo de vida tradicional que se perdeu em outras partes do continente americano. (UNESCO/BPI) | ” |

| “ | Ciudad Bolívar na foz do rio Orinoco constitui uma paisagem cultural localizada nas margens do terceiro rio mais poderoso do mundo, o Orinoco, e no Complexo de Imataca, uma plataforma rochosa de 3.400 milhões de anos de idade, o que a torna a formação geológica mais antiga do planeta. Do ponto de vista geográfico, características únicas são encontradas no pequeno contexto da bacia hidrográfica, como os grandes afloramentos de granito, localizados em ambas as margens do canal, associados a assentamentos humanos e uma longa história de transformações, tanto no local que ocupa Ciudad Bolívar, quanto na outra fronteira onde está localizada a população vizinha de Soledad. (UNESCO/BPI) | ” |